# 능산수도
능산수도(陵山水道)는 전라남도 신안군 하의면 능산도와 하의도 사이에 있는 수도이다.

## 해양지명
- 제정 해양지명 : 능산수도[1]
- 대표위치(WGS-84) : 34°37´14.1˝N, 126°00´42.1˝E
- 범위 : 전남 신안군 하의면 능산도와 하의도 사이 길이 약 5km의 좁은 수도